# Emma Guntz
 (avril 2024).
Si vous disposez d'ouvrages ou d'articles de référence ou si vous connaissez des sites web de qualité traitant du thème abordé ici, merci de compléter l'article en donnant les références utiles à sa vérifiabilité et en les liant à la section « Notes et références ».
Pour les articles homonymes, voir Guntz.
Emma Guntz, née Linnebach, (le 30 août 1937 à Bruchsal, Allemagne) est une poétesse et journaliste franco-allemande. Elle vit et travaille à Strasbourg.

## Parcours
Emma Guntz fit ses études secondaires dans sa ville natale de Bruchsal, puis des études d’anglais, de latin et d’histoire à l’Université Ruprecht-Karl à Heidelberg. Elle épousa ensuite le médecin strasbourgeois Antoine Guntz, de cette union sont nés trois enfants.

### Journaliste
À partir des années 1970, elle exerça l’activité de journaliste de radio, présentant aux Alsaciens des pans oubliés de la tradition culturelle de la langue allemande de leur région. De 1984 à 1996, elle produisit et anima à la télévision (France 3 Alsace) une émission hebdomadaire sur la poésie contemporaine régionale en français, allemand et dialecte alsacien. En 1996 parut son premier recueil poétique “ In Klarschrift ” (En clair). D’autres recueils suivirent, le dernier sortit en 2009 sous le titre “ Späte Widmung ” (Tardive dédicace). En tant que journaliste, elle écrit, entre autres pour l’édition bilingue des Dernières Nouvelles d’Alsace, des articles pour la rubrique littéraire, des commentaires et des nouvelles.

### Auteur
Emma Guntz est également poétesse.
En 2000, elle est lauréate du Prix Johann Peter Hebel, prix d’État du Land Bade-Wurtemberg, et est la première femme de lettres nommée en 2001 poète en résidence (Turmschreiberin) de la ville de Deidesheim (Palatinat). Elle y composa le cycle poétique “ Deidesheimer Gedichte, qu'elle inséra dans le recueil “ Ein Jahr Leben ” (une année de vie) paru en 2002. À partir de 1989 elle fut coorganisatrice de la “ Biennale Littéraire Mitteleuropa ” à Strasbourg-Schiltigheim, dont la dixième manifestation eut lieu en mars 2008.
De 1986 à 2001 elle présida l’Association strasbourgeoise “ L’Atelier ” pour la réinsertion d’adolescents et de chômeurs longue durée.

## Publications
- Essais littéraires relatifs à la politique culturelle surtout dans la revue “ Allmende ”, publiée sous la direction de Hermann Bausinger, Adolf Muschg, Martin Walser, André Weckmann et Manfred Bosch.
- Nouvelles et poèmes dans de nombreuses anthologies entre autres dans “ Lesebuch schreibender Frauen ” édité sous la direction de Anne Birk, Regine Kress-Fricke par G. Braun Verlag, Karlsruhe 1988 et dans la “ Revue alsacienne de littérature ”
- Elsass, ein literarischer Reisebegleiter   (guide littéraire de l’Alsace), édité en coproduction avec André Weckmann chez Insel-Verlag, Frankfurt/Main,  (ISBN 3-458-34446-2)
- Das Land Dazwischen  (avec André Weckmann), Salde, Strasbourg, 1997,  (ISBN 2-903850-15-1)
- Unterwegs / en chemin, une anthologie de Noël, Drey-Verlag/bf éditeur 2011
- Der Apfel / c'est si bon / biss nin, une anthologie, Drey-Verlag/ SALDE 2013 (textes choisis par Emma Guntz)
- MAdamEva  avec Franz Handschuh, Claudia Klein, Wendelinus Wurth: Drey Verlag, Gutach 2015,  (ISBN 978-3-933765-84-0)  Emma Guntz et Wendelinus Wurth à l'écriture, Claudia Klein et Franz Handschuh pour les illustrations: un conte biblique et coquin, tendre et ironique

recueils poétiques
- In Klarschrift. Le Drapier Éditeur, Strasbourg 1996,  (ISSN 0398-1029) (OCLC 313349484)
- Stationen. bf éditeur, Strasbourg, 1998,  (ISBN 2-906995-43-6)
- Hasen sterben lautlos / couleur fraise, couleur framboise, coproduction de Gollenstein, Blieskastel / Le Verger, Strasbourg, 2000,  (ISBN 978-3933389213)
- Ein Jahr Leben. Verlag Pfälzer Kunst, Landau 2002,  (ISBN 3-922580-92-0)
- Späte Widmung. Drey Verlag, Gutach, 2009,  (ISBN 978-3-933765-45-1)
- Noch."mise en page et illustrations: Claudia Klein et Franz Handschuh, Drey Verlag, Gutach 2019,  (ISBN 978-3-948482-02-2)

## Prix et distinctions
- 1987 : René Schickele-Medienpreis / Prix René Schickele de la Communication (Strasbourg), remis par l’association pour la promotion de la culture bilingue en Alsace
- 1997 : “ Hebelplakette ” der Gemeinde Hausen im Wiesental
- 2000 : Johann-Peter-Hebelpreis des Landes Baden-Württemberg / Prix d’État Johann-Peter-Hebel du Land Bade Wurttemberg
- 2001 : “ Turmschreiberin ” (résidence littéraire) à Deidesheim